# Hanna-Elisabeth Müller

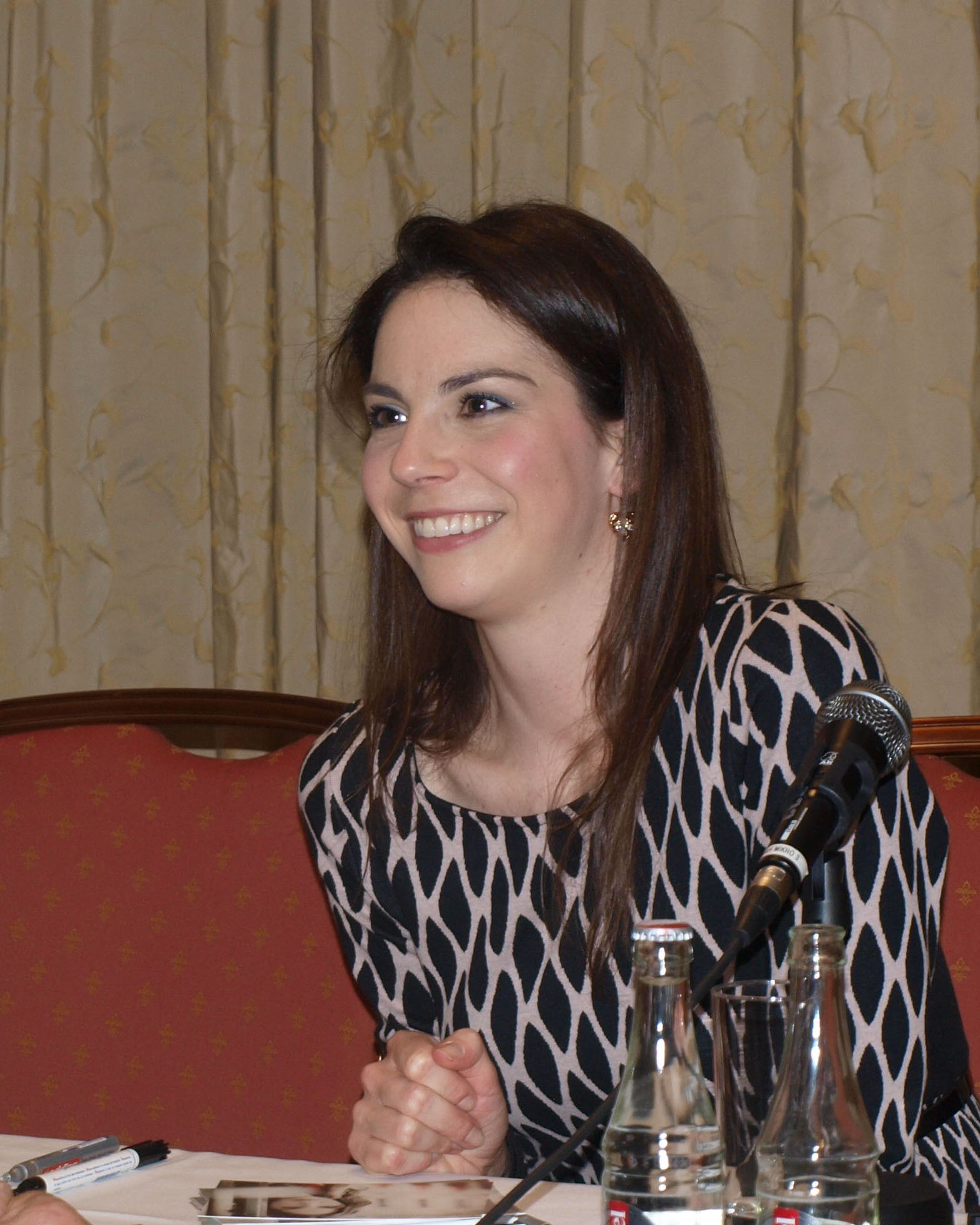
Hanna-Elisabeth Müller beim Signieren nach einem Künstlergespräch im November 2014

Hanna-Elisabeth Müller (* 3. Mai 1985 in Mannheim) ist eine deutsche Opern-, Konzert- und Liedsängerin in der Stimmlage Sopran. Neben ihren internationalen Opernengagements tritt sie regelmäßig als Solistin bei der Aufführung von Oratorien, symphonischen Werken und Orchesterliedern auf und arbeitet mit bekannten Orchestern und Dirigenten zusammen. Ihr Liedrepertoire reicht von der deutschen Romantik bis hin zur Musik des 20. Jahrhunderts.

## Leben

### Ausbildung und erste Engagements
Hanna-Elisabeth Müller erhielt von Kindheit an Geigenunterricht bei Dinu Hartwich in Speyer und pflegte während ihrer Schulzeit den Gesang in dem überregional auftretenden Dannstadter Kinder- und Jugendchor Juventus vocalis als Hobby. Seit ihrem elften Lebensjahr erhielt sie Gesangsunterricht bei dessen Leiterin Judith Janzen und sang 1998 beim „Kultursommer Ludwigshafen“ den Knabensopran in der Mass von Leonard Bernstein.
Nach ihrem Abitur studierte sie von 2005 bis zu ihrem 2009 mit Auszeichnung bestandenen Diplom an der Hochschule für Musik und Darstellende Kunst Mannheim bei Rudolf Piernay, mit dem sie auch weiterhin zusammenarbeitet. Außerdem nahm sie an Meisterklassen von Dietrich Fischer-Dieskau, Júlia Várady, Edith Wiens, Elly Ameling, Thomas Hampson und Wolfram Rieger teil. Ihre ersten Debüts in bedeutenden Opernrollen gab sie 2010 als Eurydike in Orpheus und Eurydike an der Kammeroper Rheinsberg und als Pamina in der Zauberflöte am Theater & Philharmonie Thüringen, Gera sowie 2022 am Teatro dell’Opera di Roma. An der Bayerischen Staatsoper war sie in der Spielzeit 2010/11 Mitglied des Opernstudios. In diesem Rahmen gab sie im September 2010 ihr Hausdebüt als Papagena in Die Zauberflöte und wirkte als Fillide an einer Produktion von La fedeltà premiata von Joseph Haydn mit. Im Dezember 2013 wurde sie von Rolando Villazón bei Arte im Rahmen der Sendung Stars von morgen vorgestellt.

### Entwicklung als Opernsängerin
Von 2012 bis 2016 war Hanna-Elisabeth Müller Ensemblemitglied der Bayerischen Staatsoper, debütierte dort in verschiedenen Rollen des lyrischen Sopranfachs und gastierte auch weiterhin an diesem Haus. Entsprechend dem Charakter ihrer Stimme, der von Rezensenten als „mit feinem, hellem Timbre gesegnet“, „wie aus einem Kristall geschliffen“ oder „von wunderbar charakteristischem Stimmsilber“ umschrieben wurde, bildeten sich zunächst jugendliche Rollen in Opern von Mozart als einer ihrer Schwerpunkte heraus, später Partien mit größerem dramatischen Gewicht. Als Pamina in Die Zauberflöte war sie im Zeitraum von 2012 bis 2020 oftmals in München und 2022 an der Wiener Staatsoper zu erleben. In Don Giovanni stellte sie seit 2013 die Zerlina und seit 2017 die Donna Anna dar, als die sie an der Mailänder Scala debütierte und 2019 auch an der Bayerischen und der Wiener Staatsoper auftrat. In Idomeneo war sie 2017 als Ilia am Opernhaus Zürich und 2021 als Elettra bei den Münchner Opernfestspielen engagiert. In Le nozze di Figaro verkörperte sie seit 2013 in einer Vielzahl von Vorstellungen die Susanna und gab 2023 an der Wiener Staatsoper ihr Debüt als Gräfin Almaviva.
2017 debütierte sie an die Metropolitan Opera New York als Marzelline in Fidelio, und stellte dort 2020 auch die Susanna in Le nozze di Figaro dar. Als ein weiterer Schwerpunkt bildete sich die Mitwirkung in Opern von Richard Strauss heraus. Aufgrund eines Vorsingens bei Christian Thielemann wurde sie für die Salzburger Osterfestspiele 2014 als Zdenka in Arabella verpflichtet. Der Erfolg in dieser Rolle an der Seite von Renée Fleming und Thomas Hampson war ausschlaggebend für ihre Auszeichnung als „Nachwuchskünstlerin des Jahres“ in der Kritikerumfrage der Zeitschrift Opernwelt. Nachdem sie die Zdenka auch an der Semperoper Dresden und ab 2015 an der Bayerischen Staatsoper dargestellt hatte, übernahm sie 2022 am Opernhaus Zürich die Titelrolle in Arabella. Ihr Debüt als Sophie im Rosenkavalier gab sie 2015 an der Niederländischen Oper Amsterdam und wirkte in dieser Rolle von 2016 bis 2018 an der Bayerischen Staatsoper.

### Rollendebüts (Auswahl)
| Debüt     | Rolle                                 | Aufführungsort                         |
| --------- | ------------------------------------- | -------------------------------------- |
| Nov. 2010 | Pamina (Die Zauberflöte)              | Theater & Philharmonie Thüringen, Gera |
| März 2013 | Gretel (Hänsel und Gretel)            | Bayerische Staatsoper                  |
| Mai 2013  | Zerlina (Don Giovanni)                | Bayerische Staatsoper                  |
| Juli 2013 | Woglinde (Rheingold, Götterdämmerung) | Bayerische Staatsoper                  |
| Sep. 2013 | Susanna (Le nozze di Figaro)          | Bayerische Staatsoper                  |
| Okt. 2013 | Donna Clara (Der Zwerg)               | Bayerische Staatsoper                  |
| Feb. 2014 | Servilia (La clemenza di Tito)        | Bayerische Staatsoper                  |
| Apr. 2014 | Zdenka (Arabella)                     | Salzburger Osterfestspiele             |
| Sep. 2015 | Sophie (Rosenkavalier)                | Niederländische Oper Amsterdam         |
| Okt. 2015 | Sophie (Werther)                      | Bayerische Staatsoper                  |
| Feb. 2016 | Marzelline (Fidelio)                  | Bayerische Staatsoper                  |
| Mai 2017  | Donna Anna (Don Giovanni)             | Mailänder Scala                        |
| Feb. 2018 | Ilia (Idomeneo)                       | Opernhaus Zürich                       |
| Okt. 2018 | Sandrina (La finta giardiniera)       | Mailänder Scala                        |
| Mai 2021  | Cordelia (Lear)                       | Bayerische Staatsoper                  |
| Juli 2021 | Elettra (Idomeneo)                    | Münchner Opernfestspiele               |
| Mai 2022  | Arabella (Arabella)                   | Opernhaus Zürich                       |
| Dez. 2022 | Eva (Die Meistersinger von Nürnberg)  | Wiener Staatsoper                      |
| März 2023 | Gräfin Almaviva (Le nozze di Figaro)  | Wiener Staatsoper                      |
| Sep. 2023 | Titelpartie in Daphne                 | Wiener Staatsoper                      |

### Wirken als Lied- und Konzertsängerin
Als Liedsängerin arbeitet Hanna-Elisabeth Müller seit ihrer Mitwirkung beim Heidelberger Frühling 2011 mit der Pianistin Juliane Ruf zusammen. Hieraus entwickelte sich in zahlreichen Konzerten ein Repertoire, zu dem vor allem Lieder von Alban Berg, Benjamin Britten, Francis Poulenc, Arnold Schönberg, Robert Schumann, Richard Strauss und Hugo Wolf zählen. Aus der Förderung, die sie von 2013 bis 2015 im SWR2 New Talent Programm erhielt, ergaben sich auch Rundfunkübertragungen, u. a. von ihrem Debüt bei den Schwetzinger Festspielen 2013.
Auch ihre im Juni 2017 erschienene erste Solo-CD Traumgekrönt ist ganz dem klassischen Lied mit Klavierbegleitung gewidmet und wurde durch zahlreiche Besprechungen in Print- und Onlinemedien und durch Aufnahme in die Bestenliste 4/2017 des Preises der Deutschen Schallplattenkritik gewürdigt. 2018 stellte sie sich als Liedinterpretin dem Publikum des Teatro de la Zarzuela in Madrid und der Mailänder Scala vor. Eine zweite Lied-CD Reine de cœur erschien im Februar 2020 bei Pentatone. 2022 wandte sie sich mit dem Album Sinnbild den Orchesterliedern von Richard Strauss zu.
Die Mitwirkung bei Orchesterliedern und Oratorien nimmt in Hanna-Elisabeth Müllers Wirken einen großen Raum ein und führte sie in Konzertsäle wie die Berliner, Kölner, Münchner und Pariser Philharmonie sowie die Elbphilharmonie. Nach der Eröffnung der Salzburger Festspiele 2016 mit Haydns Schöpfung wurde ihr „jene Klarheit“ bescheinigt, „die Wiener Klassische Musik unbedingt braucht.“ Liedhafte Sätze romantischer und spätromantischer Werke gestaltet sie „schlicht, aber berückend“ und am Gesamtklang ausgerichtet, wie z. B. die sieben frühen Lieder von Alban Berg in der Orchesterfassung:

„Hanna-Elisabeth Müller breitete diese Musik zwischen verklärter Ruhe und sanfter Leidenschaft als subtil interpretierende Vermittlerin aus, die ihren präzise geführten Sopran mal raumtragend ausfuhr, mal aus dem Nichts aufblühen ließ: quasi wie ein solistisch hervortretendes Orchesterinstrument …“

Am 11. Januar 2017 sprang sie bei der Eröffnung der Hamburger Elbphilharmonie kurzfristig für Camilla Tilling ein und sang, ohne vorher mit Chor und Orchester proben zu können, die Sopranpartie im 4. Satz der 9. Sinfonie d-moll von Ludwig van Beethoven. Im Dezember 2018 wirkte sie beim ZDF-Adventskonzert aus der Dresdner Frauenkirche mit, ebenso im Dezember 2023. Im Dezember 2021 war sie zusammen mit Saimir Pirgu Solistin beim ZDF-Silvesterkonzert aus der Semperoper Dresden.

### Konzertrepertoire und Auftritte (Auswahl)
| Komponist            | Werk                                | Orchester und Ort der Aufführung |
| -------------------- | ----------------------------------- | --- |
| Ludwig van Beethoven | Missa Solemnis                      | - Akademie für Alte Musik Berlin, RIAS Kammerchor, Hans-Christoph Rademann (Berliner Philharmonie, Jan. 2012) - Sinfonieorchester Basel, Gächinger Kantorei, Hans-Christoph Rademann (Stadtcasino Basel, Apr. 2016)                           |
| Alban Berg           | Sieben frühe Lieder                 | Essener Philharmoniker, Hans Graf (Essen, Sep. 2016) |
| Johannes Brahms      | Ein Deutsches Requiem               | - Symphonieorchester des WDR, Jukka-Pekka Saraste (Kölner Philharmonie, Okt. 2014) - Cleveland Orchestra, Franz Welser-Möst (Stift St. Florian, Aug. 2016) - Berliner Philharmoniker, Yannick Nézet-Séguin (Berliner Philharmonie, Okt. 2017) |
| Antonín Dvořák       | Stabat Mater                        | - Münchner Philharmoniker, Manfred Honeck (Münchner Philharmonie, Apr. 2018) - Hr-Sinfonieorchester, Andrés Orozco-Estrada (Eröffnungskonzert Rheingau Musik Festival, Kloster Eberbach, Juni 2019)                                           |
| Joseph Haydn         | Missa in angustiis (Nelsonmesse)    | Heilbronner Kammerorchester, Gottfried von der Goltz (Kornhaus Ulm, März 2015) |
| Joseph Haydn         | Die Schöpfung (Gabriel und Eva)     | - Chamber Orchestra of Europe, Yannick Nézet-Séguin, (Eröffnungskonzert der Salzburger Festspiele, Juli 2016) - Coro e Orchestra del Maggio Musicale Fiorentino, Zubin Mehta, Nov. 2020                                                       |
| Gustav Mahler        | 4. Symphonie                        | - Staatskapelle Dresden, Myung-Whun Chung (Chinatournee, Nov. 2015) - Deutsches Symphonie-Orchester, Robin Ticciati (Berliner Philharmonie, Juni 2017)                                                                                        |
| Maurice Ravel        | Shéhérazade                         | HR-Sinfonieorchester, Constantinos Carydis (Alte Oper Frankfurt, Okt 2022) |
| Robert Schumann      | Szenen aus Goethes Faust (Gretchen) | Orchestre de Paris, Daniel Harding (Philharmonie de Paris, Saisoneröffnungskonzert Sep. 2016) |
| Richard Strauss      | Vier letzte Lieder                  | - Orquesta Sinfónica del Principado de Asturias (Bilbao, März 2016) - Symphonieorchester des WDR, Eivind Aadland (Viersen und Duisburg, März 2016)                                                                                            |

## Preise und Auszeichnungen
- 2009: 1. Preis, Publikumspreis und Preis für die beste Interpretation eines zeitgenössischen Werkes beim Liedduo-Wettbewerb in Enschede (Niederlande) zusammen mit ihrer Klavierpartnerin Mihaela Tomi.[71]
- 2010: 1. Preis im Gesangswettbewerb „Ton und Erklärung – Werkvermittlung in Musik und Wort“ des Kulturkreises der deutschen Wirtschaft.[72]
- 2011: Sämtliche der vergebenen Preise bei der Ada Sari International Vocal Art Competition in Nowy Sącz.[73]
- 2013: Festspielpreis der „Gesellschaft zur Förderung der Münchner Opernfestspiele“.[74]
- 2014: Auszeichnung als „Nachwuchskünstlerin des Jahres“ durch die Zeitschrift Opernwelt[25]
- 2025: Kunstpreis der "Ike und Berthold Roland Stiftung"[75]

## Diskografie
CD:
- Anton Bruckner: Messe Nr. 3 in f-moll. Hanna-Elisabeth Müller, Anke Vondung, Dominik Wortig, Franz-Josef Selig, Chor des Bayerischen Rundfunks, Bamberger Symphoniker, Robin Ticciati. Tudor, 2014.
- Traumgekrönt. Lieder von Richard Strauss, Arnold Schönberg und Alban Berg. Hanna-Elisabeth Müller (Sopran), Juliane Ruf (Klavier). Belvedere, 2017.
- Gustav Mahler: Symphonie Nr. 4 G-Dur. Hanna-Elisabeth Müller (Sopran), Duisburger Symphoniker unter Ádám Fischer. CAvi, 2017.
- Richard Strauss: Der Rosenkavalier. Mit Hanna-Elisabeth Müller als Sophie, Camilla Nylund als Marschallin, Paula Murrihy als Oktavian, Peter Rose als Baron Ochs von Lerchenau; Netherlands Philharmonic Orchestra unter Marc Albrecht. Live-Aufnahme von September 2015. Challenge Classics, 2017.
- Reine de cœur. Lieder von Robert Schumann, Francis Poulenc und Alexander von Zemlinsky. Hanna-Elisabeth Müller (Sopran), Juliane Ruf (Klavier). Pentatone, 2020.
- Sinnbild. Vier letzte Lieder und weitere Orchesterlieder von Richard Strauss. Hanna-Elisabeth Müller (Sopran), WDR Sinfonieorchester unter Christoph Eschenbach. Pentatone 2022

DVD/Blu-ray:
- Richard Strauss: Arabella. Mit Hanna-Elisabeth Müller in der Rolle der Zdenka, Renée Fleming als Arabella, Thomas Hampson als Mandryka, Daniel Behle als Matteo. Sächsischer Staatsopernchor und Staatskapelle Dresden unter der Leitung von Christian Thielemann. Regie: Florentine Klepper. Live-Aufnahme von den Salzburger Osterfestspielen 2014. Unitel Classica, 2014.
- Johannes Brahms: Ein Deutsches Requiem. Hanna-Elisabeth Müller (Sopran), Simon Keenlyside (Bariton), Cleveland Orchestra, Wiener Singverein unter Franz Welser-Möst. Live-Aufnahme eines Konzerts im Stift Sankt Florian von August 2016. Concorde, 2017.
- Eröffnungskonzert der Elbphilharmonie, Hamburg. Mit Hanna-Elisabeth Müller als Sopransolistin im 4. Satz der IX. Symphonie von Ludwig van Beethoven. NDR Elbphilharmonie Orchester unter Thomas Hengelbrock. CMajor, 2017.
- Joseph Haydn: Die Schöpfung. Hanna-Elisabeth Müller (Sopran), Maximilian Schmitt, Tenor, Michael Volle, Bariton, Orchestra e Coro del Maggio Musicale Fiorentino unter Zubin Mehta. Dynamic, 2021.